# Remo Arnold
Remo Arnold (* 17. Januar 1997 in Knutwil) ist ein Schweizer Fussballspieler, der beim FC Winterthur in der Schweizer Super League engagiert ist.

## Karriere

### Verein
Seine Juniorenzeit verbrachte der Schlierbacher Remo Arnold beim FC Knutwil und beim FC Luzern. Im Sommer 2015 schaffte er den Sprung ins Kader der 1. Mannschaft des FC Luzern in der Super League. Dort debütierte er am 27. September 2015 beim 1:0-Heimsieg gegen den FC Zürich, wo er gleich durchspielte. Am 13. Januar 2016 unterschrieb er beim FC Luzern seinen ersten Profivertrag bis Ende Juni 2019. Ab Januar 2016 trug Arnold das Trikot mit der Nummer 6. Am 22. Juni 2018 wurde sein Vertrag vorzeitig bis Ende Juni 2020 verlängert und er wurde bis Ende Juni 2019 an den FC Winterthur in die Challenge League ausgeliehen. Im Sommer 2019 kehrte er zunächst nach Luzern zurück, konnte sich dort jedoch nicht durchsetzen. Im Januar 2020 wechselte er daraufhin fest zum FC Winterthur, mit dem er 2022 in die Super League aufstieg.

### Nationalmannschaft
Arnold absolvierte diverse Juniorenländerspiele von der U15 bis zur U21 für die Schweiz. Er war Captain der Schweizer U19-Nationalmannschaft.

## Erfolge
- Blue Stars/FIFA Youth Cup Sieger 2015 mit dem FC Luzern. Arnold wurde mit dem Goldenen Ball von adidas als bester Spieler des Turniers ausgezeichnet.[4]